# مقاطعة شهرسبز
مقاطعة شهرسبز هي مقاطعة في ولاية قشقداريا في أوزبكستان، ومركزها مدينة شهرسبز.